# Holtzwihr
Holtzwihr är en kommun i departementet Haut-Rhin i regionen Grand Est (tidigare regionen Alsace) i nordöstra Frankrike. Kommunen ligger i kantonen Andolsheim som tillhör arrondissementet Colmar. År 2018 hade Holtzwihr 1 420 invånare.

## Befolkningsutveckling
Antalet invånare i kommunen Holtzwihr
| Referens: INSEE |